# 国道275号

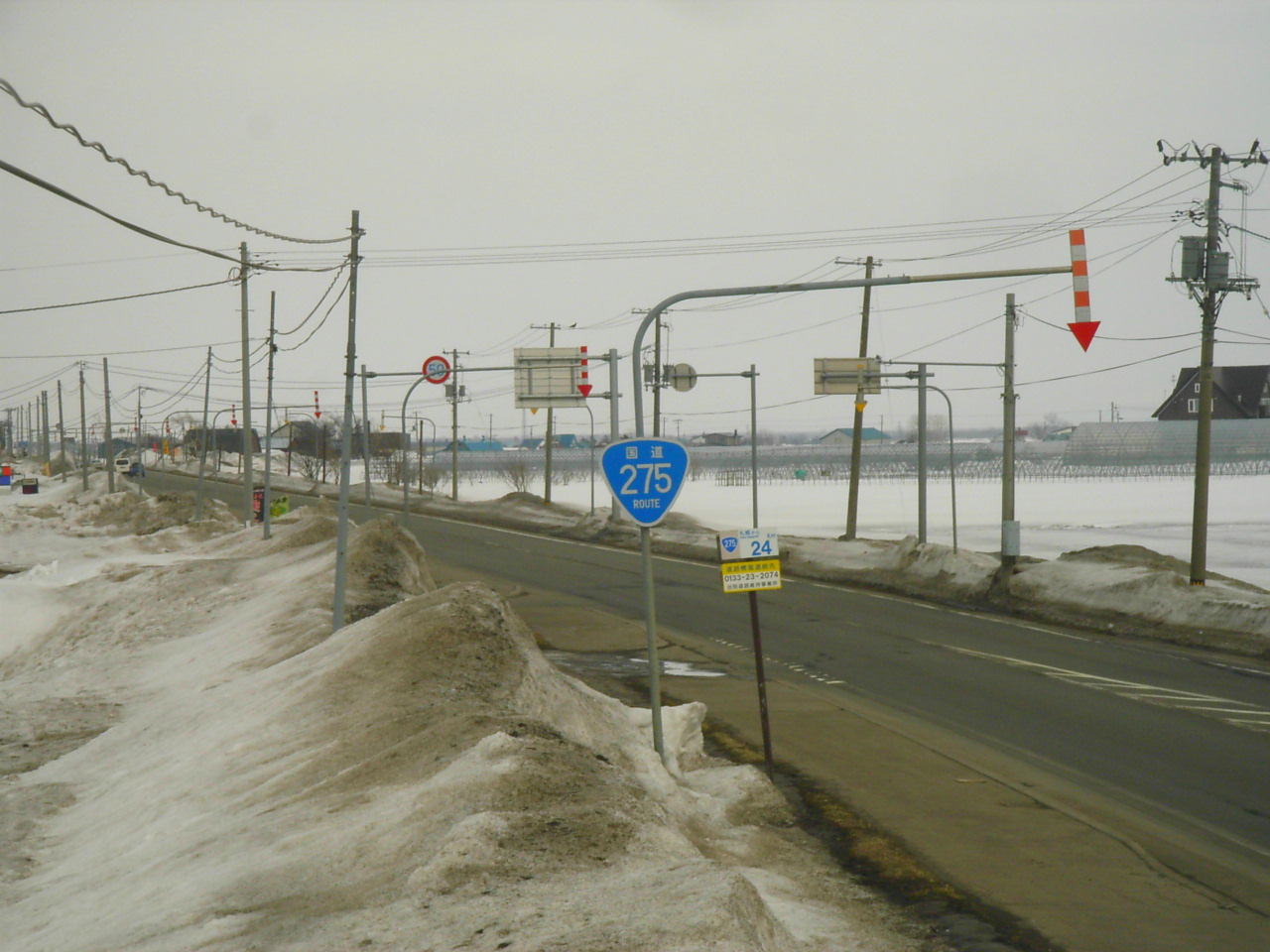
当別町郊外（2005年3月）

国道275号（こくどう275ごう）は、北海道札幌市中央区から枝幸郡浜頓別町に至る一般国道である。

## 概要
南北に走り、南では石狩平野の西部にある町々をつなぎ、北では山の中を通ってオホーツク海に出る。

### 路線データ
一般国道の路線を指定する政令に基づく起終点および重要な経過地は次のとおり。
- 起点：札幌市（中央区北1条東14丁目1番2、国道12号交点）
- 終点：北海道枝幸郡浜頓別町（大通3丁目8番、国道238号交点）
- 重要な経過地：江別市（篠津）、北海道石狩郡当別町、同道樺戸郡月形町、同郡新十津川町、同道雨竜郡北竜町、深川市（多度志町）、同郡幌加内町、同道中川郡美深町、同郡音威子府村、同道枝幸郡中頓別町
- 総延長 : 313.8 km（北海道 306.3 km、札幌市 7.5 km）重用延長を含む。[2][注釈 2]
- 重用延長 : 32.8 km（北海道 32.7 km、札幌市 0.1 km）[2][注釈 2]
- 未供用延長 : なし[2][注釈 2]
- 実延長 : 281.0 km（北海道 273.6 km、札幌市 7.4 km）[2][注釈 2]
  - 現道 : 281.0 km（北海道 273.6 km、札幌市 7.4 km）[2][注釈 2]
  - 旧道 : なし[2][注釈 2]
  - 新道 : なし[2][注釈 2]
- 指定区間：全線[3]

### 所管
- 札幌道路事務所(札幌開発建設部)
- 滝川道路事務所(同上)
- 深川道路事務所(同上)
- 士別道路事務所第2維持課(旭川開発建設部)
- 浜頓別道路事務所(稚内開発建設部)

## 歴史
- 1920年（大正9年）4月1日 - 道路法および北海道道路令により地方費道4号線札幌稚内線に認定。

（北海道札幌区 - 北海道雨竜郡北竜村、なおこの先は現国道233号（留萌）、国道232号（天塩）、国道40号経由で稚内に至る。）
- 1946年（昭和21年）10月3日 - 帝国議会第90回国会衆議院請願委員会において「滝川、沼田間省営自動車路線を多度志まで延長の請願」（請願者多度志村長橋本喜文外一名/紹介議員北政清）が採択される。当時、多度志村には鉄道深名線多度志駅があったが、沼田村・多度志村間の地域は当時、広大な未開地で、住民の利便と地域開発のため、自動車運輸力を強化する必要があった[4]。
- 1954年（昭和29年）3月30日 - 北海道道11号札幌沼田線（北海道札幌市 - 北海道雨竜郡沼田町）、北海道道25号士別沼田線（北海道上川郡士別町 - 北海道雨竜郡沼田町）、北海道道26号浜頓別常盤線（北海道枝幸郡浜頓別町 - 北海道中川郡常盤村）
- 1969年（昭和44年）11月22日 - 幌加内町朱鞠内 - 母子里間が開通[5]。この区間は雨竜第一ダム（朱鞠内湖）の完成、湛水に伴い、1942年（昭和17年）10月に水没していた[5]。
- 1970年（昭和45年）4月1日 - 一般国道275号（北海道札幌市 - 北海道雨竜郡北竜町）
- 1972年（昭和47年）2月4日 - 北海道道721号美深北竜線（北海道中川郡美深町 - 北海道雨竜郡北竜町）
- 1974年（昭和49年）- 美深峠を含む幌加内町添牛内 - 美深町市街地間の改良工事開始[5]。
- 1975年（昭和50年）4月1日 - 一般国道275号（北海道札幌市 - 北海道中川郡美深町）
- 1981年（昭和56年） - 雁来バイパス開通により、札幌 - 江別間の経路が一部変更。
- 1982年（昭和57年）4月1日 - 一般国道275号（北海道札幌市 - 北海道枝幸郡浜頓別町）
- 1988年（昭和63年）10月25日 - 美深峠の改良工事が完了し、全線で通年通行可能となる[6][5]。
- 1989年（平成元年） - 美深峠の全線舗装が完了[5]。

## 路線状況

### 別名
- 北1条雁来通（札幌市内）
- 空知国道
- 美深国道
- 頓別国道

### 重複区間
- 国道451号・滝新バイパス（樺戸郡新十津川町字弥生 - 樺戸郡新十津川町中央・中央70交点）
- 国道451号・本線（樺戸郡新十津川町中央・中央70交点 - 樺戸郡新十津川町中央・中央39交点）
- 国道239号（幌加内町北星 - 幌加内町添牛内）
- 国道40号（中川郡美深町大通北3丁目・大通北3丁目交点 - 中川郡音威子府村音威子府）

### 道路施設

#### 主な橋梁
- 雁来川橋
- 雁来大橋
- 角山橋
- 新石狩大橋 （札幌方面）竣工1968年（昭和43年）10月 （当別方面）竣工2022年（令和4年）
- 篠津橋
- 新川橋
- 篠津川橋 竣工1966年（昭和41年）10月
- 水弓橋
- 柳橋 竣工1967年（昭和42年）4月
- 浮世橋
- 新原中橋 竣工2000年（平成12年）11月
- 見張橋
- 浅見橋 竣工1983年（昭和58年）9月
- 新十津川橋 竣工1995年（平成7年）10月

#### トンネル
- 幌加内トンネル 竣工2010年（平成22年） 延長1,241 m
- 朱鞠内トンネル 竣工1977年（昭和52年） 延長275 m
- 寿トンネル 竣工1967年（昭和42年） 延長365 m
- 朱鞠内トンネル 竣工1928年（昭和3年） 延長112 m（廃止）

#### 道の駅
- 空知総合振興局
  - つるぬま（樺戸郡浦臼町）
  - 田園の里うりゅう（雨竜郡雨竜町）
  - サンフラワー北竜（雨竜郡北竜町）
- 上川総合振興局
  - 森と湖の里ほろかない（雨竜郡幌加内町）
- 宗谷総合振興局
  - ピンネシリ（枝幸郡中頓別町）
  - 北オホーツクはまとんべつ（枝幸郡浜頓別町）

## 地理

### 通過する自治体
- 北海道
  - 石狩振興局
    - 札幌市（中央区 - 東区 - 白石区 - 東区）- 江別市 - 石狩郡当別町

  - 空知総合振興局
    - 樺戸郡月形町 - 樺戸郡浦臼町 - 樺戸郡新十津川町 - 雨竜郡雨竜町 - 雨竜郡北竜町 - 雨竜郡沼田町 - 深川市

  - 上川総合振興局
    - 雨竜郡幌加内町 - 中川郡美深町 - 中川郡音威子府村

  - 宗谷総合振興局
    - 枝幸郡中頓別町 - 枝幸郡浜頓別町

### 交差する道路
石狩振興局
札幌市中央区
- 国道12号 : 北1東14（起点）

札幌市東区
- 北海道道89号札幌環状線 : 本町2-10
- 国道274号札幌新道・札樽自動車道雁来IC : 東苗穂5-3
- 北海道道1137号丘珠空港東線 : 東苗穂8-1

札幌市白石区
- 北海道道626号東雁来江別線 : 東米里

江別市
- 北海道道46号江別恵庭線 : 角山
- 北海道道128号札幌北広島環状線 : 工栄町（2箇所）
- 北海道道1056号江別長沼線 : 工栄町[7]

石狩郡当別町
- 国道337号道央圏連絡道路（当別バイパス・美原バイパス） : 蕨岱
- 北海道道81号岩見沢石狩線 : 栄町、樺戸町（重複区間）
- 北海道道28号当別浜益港線 : 樺戸町
- 北海道道887号中原金沢線 : 金沢
- 北海道道751号新篠津金沢線 : 金沢

空知総合振興局
樺戸郡月形町
- 北海道道1121号月形幌向線 : 南耕地2
- 北海道道11号月形厚田線 : 南耕地1
- 北海道道376号石狩月形停車場線 : 市北4
- 北海道道6号岩見沢月形線 : 市北1

樺戸郡浦臼町
- 北海道道1159号美唄浦臼線 : 晩生内
- 北海道道603号浦臼停車場線 : 浦臼
- 北海道道278号奈井江浦臼線 : 浦臼

樺戸郡新十津川町
- 北海道道283号砂川新十津川線 : 花月
- 国道451号滝新バイパス : 中央（中央・重複区間）
- 北海道道625号学園新十津川停車場線 : 中央
- 国道451号（本線） : 中央（中央・重複区間）

雨竜郡雨竜町
- 北海道道432号暑寒別雨竜停車場線・北海道道279号江部乙雨竜線 : 7区
- 北海道道47号深川雨竜線 : 15区

雨竜郡北竜町
- 北海道道94号増毛稲田線 : 和
- 国道233号 : 碧水

雨竜郡沼田町
- 深川留萌自動車道沼田IC : 北竜
- 北海道道428号奥美葉牛沼田線・北海道道549号峠下沼田線 : 北竜
- 北海道道867号達布石狩沼田停車場線 : 北竜（本通6丁目まで重複）
- 北海道道1007号恵比島旭町線 : 本通5丁目（同町旭町2丁目まで重複）
- 北海道道282号沼田妹背牛線 : 南1-3
- 北海道道324号石狩沼田停車場線 : 南1-3

深川市
- 北海道道281号深川多度志線・北海道道98号旭川多度志線 : 多度志
- 北海道道920号幌内湯内線 : 幌内
- 北海道道693号鷹泊鷹泊停車場線 : 鷹泊（重複区間）

上川総合振興局
雨竜郡幌加内町
- 北海道道72号旭川幌加内線 : 新成生
- 北海道道48号和寒幌加内線 : 幌加内
- 北海道道373号幌加内停車場線 : 幌加内
- 北海道道126号小平幌加内線 : 幌加内
- 北海道道938号伊文政和線 : 政和
- 国道239号 : 添牛内、北星（重複区間）
- 北海道道528号蕗の台朱鞠内停車場線 : 朱鞠内（重複区間）
- 北海道道251号雨竜旭川線 : 朱鞠内
- 北海道道729号朱鞠内風連線 : 朱鞠内
- 北海道道688号名寄遠別線 : 母子里

中川郡美深町
- 北海道道760号智恵文美深線 : 川西
- 国道40号 : 大通北3丁目 - 音威子府村音威子府

（大通北3丁目 - 音威子府村音威子府間は国道40号と重複）
中川郡音威子府村
- 北海道道391号音威子府停車場線 : 音威子府
- 音中道路音威子府IC（事業中）

宗谷総合振興局
枝幸郡中頓別町
- 北海道道400号小頓別停車場線 : 小頓別
- 北海道道12号枝幸音威子府線 : 小頓別（中川郡音威子府村音威子府まで重複区間）
- 北海道道647号兵安上頓別停車場線 : 上頓別（重複区間）
- 北海道道785号豊富中頓別線 : 上駒
- 北海道道120号美深中頓別線 : 中頓別
- 北海道道399号中頓別停車場線 : 中頓別

枝幸郡浜頓別町
- 北海道道586号豊牛下頓別停車場線 : 下頓別（重複区間）
- 北海道道84号豊富浜頓別線 : 中央南（ラウンドアバウト交差点[8][9]）
- 国道238号 : 大通3丁目（終点）

### 峠
- 幌加内峠
- 美深峠
- 天北峠